# Тиха ніч, смертельна ніч 4
Тиха ніч, смертельна ніч 4: Ініціювання (англ. Initiation: Silent Night, Deadly Night 4) — американський фільм жахів 1990 року.

## Сюжет
Журналістка Кім намагається знайти сенсацію і написати по ній статтю щоб довести чоловікам що вона нічим не гірша за них. І у неї з'являється така можливість. Її бос доручає Кім провести розслідування загадкового нещасного випадку, під час якого якась жінка, з нез'ясовних обставин, згоріла заживо, після чого, впала з даху багатоповерхового будинку. Розслідування виводить її на якусь секту сатаністів, які поклоняються чорній богині Ліліт, і як тотем, використовують гігантських тарганів.

## У ролях
- Клінт Говард — Ріккі
- Нейт Гантер — Кім
- Томмі Гінклі — Генк
- Х'ю Фінк — Джефф
- Річард Н. Гладштейн — Вуді
- Реджі Бенністер — Елі
- Елліс Біслі — Дженіс
- Глен Чин — Джо м'ясник
- Мод Адамс — Фіма
- Джинн Бейтс — Кетрін
- Лорел Лохарт — Енн
- Бен Слек — Гас
- Конан Юзна — Лонні
- Марджін Голден — Джейн
- Ільза Сетцолін — Лі
- Девід Веллс — детектив Берт
- Дені Клейн — жінка в книгарні
- Ешлі — Екстра
- Адель Деніллер — Екстра
- Даєнн Кірбі — Екстра
- Лінда Лімоне — Екстра
- Рон Мартін — Екстра
- Елізабет Майнор — Екстра
- Кессі Валларно — Екстра